# Cristina Banegas
Cristina Graciela Banegas (Buenos Aires; 26 de febrero de 1948) es una laureada actriz, directora, docente teatral y cantora de tangos argentina.

## Biografía
Cristina Banegas nació en el barrio de Constitución, en la ciudad de Buenos Aires. Es hija de la actriz Nelly Prince y del productor Oscar Banegas. Tiene una extensa trayectoria en cine, televisión y teatro. Compartía con su hija la dirección del espacio El Excéntrico de la 18, pionero como modelo de teatro independiente en Buenos Aires, con más de treinta años de actividad, desde que en 1986 comenzara a dictar clases de actuación.

## Vida personal
Estuvo casada con el actor Alberto Fernández de Rosa, con quien tuvo a la actriz Valentina Fernández de Rosa (1966-2022).

## Trayectoria

### Teatro
Ha desarrollado una larga trayectoria en teatro, con obras relevantes como Woyzeck, de Georg Büchner; Recordando con ira, de John Osborne; Romeo y Julieta, de William Shakespeare; El príncipe idiota, de Fedor Dostoievski; Puesta en Claro y La señora Macbeth, de Griselda Gambaro; El Padre, de August Strindberg; Antígona, de Sófocles; Los Invertidos, de José González Castillo; Eva Perón en la hoguera, de Leónidas Lamborghini; Cuarteto, de Heiner Müller; Medea, de Eurípides; Molly Bloom, de James Joyce; Sonata de otoño, de Igmar Bergman; El jardín de los cerezos, de Antón Chéjov; Los caminos de Federico, sobre textos de Federico García Lorca; Salarios del impío y Amaramara, de Juan Gelman, en 50 años de actividad.
Ha trabajado con directores como Inda Ledesma, Alberto Ure, Iris Scaccheri y Pompeyo Audivert, entre otros. 
Como directora realizó más de diez puestas en escena, como La persistencia, de Gambaro; La familia argentina, de Ure; Íntimos; La señorita Julia, de August Strindberg y Barranca abajo, de Florencio Sánchez. 

### Cantante
Como intérprete de tangos, dirigió y protagonizó el musical La Morocha. Junto a Lidia Borda y Liliana Herrero integró el show Veladas Criollas, en El Club del Vino. Presentó su disco Tangos, (nominado a Premio Gardel) con Ubaldo de Lío, y su segundo disco, La Criollez, con Edgardo Cardozo. También produjo el disco de tangos Tarde, de su madre, Nelly Prince, y juntas hicieron el show de tango Aire Familiar. Realiza el show de tangos y poemas Canciones Bárbaras, con Rita Cortese y, como invitada de honor, Nelly Prince. 

### Televisión
En la pantalla chica ha intervenido en innumerables ciclos, como Zona de Riesgo, Vulnerables, Locas de Amor, Mujeres Asesinas, Tratame Bien, Televisión por la Inclusión, El Pacto, Doce Casas, La Casa, 22 Pares y El Marginal. Ha participado en casi 40 películas, destacándose sus trabajos en Sentimientos (o Mirta, de Liniers a Estambul), de Jorge Coscia; Sinfín, de Manuel Sanabría y Carlos Villaverde; Siempre es difícil volver a casa, de Jorge Polaco; Tango Feroz, de Marcelo Piñeyro; La Nube, de Pino Solanas; El Astillero, de David Lipszyc; El Artista, de León Ferrari; Animalada, de Sergio Bizzio; La Vida por Perón, de Sergio Belloti; Géminis, de Albertina Carri; Infancia Clandestina, de Benjamín Ávila.

### Libros
Se ha editado su primer libro y disco para niños, El País de las Brujas (Editorial Alfaguara). Participó del libro Caligrafía de la voz (Editorial Leviatán). Con Lucila Pagliai, compartió la adaptación de Medea, de Eurípides (Editorial Losada). Con Laura Fryd compartió la traducción de Molly Bloom, capítulo final del Ulises, de Joyce (Leviatán), cuya edición realizaron con Ana Alvarado.

## Teatro
- Requetebonete (1967) - Señorita
- Aprobado en castidad (1968)
- Juan Palmieri (1973) - Novia
- Recordando con ira (1974) - Alyson
- La Vuelta Manzana (1975) - Vecina
- El Amante (1975)
- Woyzeck (1976) - María
- Las Romerías (1977)
- Romeo y Julieta (1978) - Julieta
- El príncipe idiota (1979) - Nastassia Filipovna
- Sueño de una noche de verano (1983) - Helena
- El Sr. Brecht en el Salón Dorado (1983)
- Mater (1984) - directora
- De pies y manos (1984) - Novia
- Ensayos públicos sobre "Puesta en claro" (1985) - Clara
- Puesta en claro (1986) - Clara
- El Padre (1987) - El Padre
- Antígona (1989) - Antígona
- Los Invertidos (1990) - Clara
- Sólo un aspecto (1992) - directora
- Salarios del Impío (1993)
- Eva Perón en la Hoguera (1994) - Eva
- El Amor (1995) - directora
- Otros paraísos
- Formas de hablar de las madres de los mineros mientras esperan que sus hijos salgan a la superficie (1997) - directora
- Las Irlandesas (1998) - directora
- Manchas en el silencio (1999)
- La Pecadora, habanera para piano (1999) - directora
- Curare (1999) - directora
- La confesión (sobre textos de 24 dramaturgos) (1999)
- La Morocha (2000) - La Morocha
- Cuarteto (2001)
- La Señora Macbeth (2004) - Señora Macbeth
- El País de las Brujas (2005) - autora / directora
- El Misterio del Ramo de Rosas (2006)
- País que fue será (2006) - Poemas
- Mundar (2008) - Poemas
- La Persistencia (2009) - directora
- Medea (2009) - Medea
- Cántico Espiritual (2010) - Poemas
- Del Amor (2010) - directora
- Molly Bloom (2012) - Molly
- Eva Perón en la Hoguera (2013) - Eva
- Sonata de Otoño (2013) -
- El Jardín de los Cerezos (2014) - Liuba
- Íntimos (2014) - directora
- amaramara (2014) - Poemas
- Los Caminos de Federico (2015) - Poemas
- El Don (2015) - Marga
- La Señorita Julia (2016) - directora
- Barranca Abajo (2016) - directora
- Molly Bloom (2017) - Molly
- Eva Perón en la Hoguera (2017) - Eva

## Televisión
| Año  | Título                      | Papel                    | Notas                                    |
| ---- | --------------------------- | ------------------------ | ---------------------------------------- |
| 1970 | Gran Teatro Universal       | Varios personajes        | Protagonista                             |
| 1970 | Ciclo de teatro Argentino   | Varios personajes        | Protagonista                             |
| 1970 | Las Grandes Novelas         | Varios personajes        | Protagonista                             |
| 1970 | Escenario Universal         | Cristina                 | Protagonista                             |
| 1978 | Yo soy porteño              | Noelia                   | Participación                            |
| 1978 | Buenos anuncios             | Reba                     | Recurrente                               |
| 1983 | Compromiso                  | Mari                     | Recurrente                               |
| 1984 | Verde libre                 | Conductora               | Debut en conducción                      |
| 1984 | Buscavidas                  | Veronica Argüello        | Elenco secundario                        |
| 1985 | Tema libre                  | Cristina                 | Elenco secundario                        |
| 1985 | María Isabel                | Deborah Serrano          | Antagonista                              |
| 1986 | La Otra Tierra              | Rita                     | Elenco principal                         |
| 1986 | Yo Fui Testigo              | Laura                    | Elenco principal                         |
| 1987 | Hombres de Ley              | Magda                    | Antagonista                              |
| 1988 | Vínculos                    | Dolores                  | Recurrente                               |
| 1990 | Alta comedia                | Varios personajes        | Varios episodios                         |
| 1992 | Corazones de fuego          | Cora Martínez            | Elenco principal                         |
| 1993 | Zona de riesgo IV           | Varios personajes        | Varios episodios                         |
| 1993 | Desde Adentro               | Claudia                  | Elenco secundario                        |
| 1994 | Cuenteros                   | Cristina                 | Elenco secundario                        |
| 1994 | Los machos                  | Carla                    | Participación                            |
| 1994 | Sin condena                 | Gladys McDonald          | Epi. 1: "El caso barreda"                |
| 1995 | Nueve lunas                 | Sofía                    | Participación                            |
| 1996 | De poeta y de loco          | Paula                    | Participación                            |
| 1997 | Señoras y señores           | Dora Fontela             | Antagonista                              |
| 1998 | La condena de Gabriel Doyle | Yolanda                  | Participación                            |
| 1998 | Gasoleros                   | Dra. Eva Belloso         | Participación                            |
| 1999 | Vulnerables                 | Mercedes                 | Participación                            |
| 2002 | Ciudad de pobres corazones  | Rosario                  | Participación                            |
| 2003 | Tres padres solteros        | Ines Montero             | Elenco secundario                        |
| 2004 | Locas de amor               | Regina Terrile           | Elenco secundario                        |
| 2005 | Criminal                    | Madre de Marcela Linares | Participación                            |
| 2005 | Mujeres asesinas 1          | Emilia Basil             | Epi. 5: "Emilia Basil, cocinera"         |
| 2005 | Mujeres asesinas 1          | Margarita                | Epi. 12: "Margarita, la maldita"         |
| 2006 | Mujeres asesinas 2          | Leonor                   | Epi. 6: "Leonor, madrastra"              |
| 2006 | Mujeres asesinas 2          | Elvira                   | Epi. 10: "Elvira, madre abnegada"        |
| 2007 | Mujeres asesinas 3          | Milagros                 | Epi. 2: "Milagros, pastora"              |
| 2009 | Tratame bien                | Clara Lombardo           | Elenco secundario                        |
| 2011 | El pacto                    | Lidia Escudero           | Elenco principal                         |
| 2011 | Televisión x la inclusión   | Paula Ballester          | Epi. 9: "Sin cobertura"                  |
| 2012 | 23 pares                    | Hilda Hortensia Iturrioz | Participación                            |
| 2013 | Rioplatensas                | Elsa Ríos                | Elenco principal                         |
| 2013 | Santos y pecadores          | Norma                    | Epi. 13: "Los débiles"                   |
| 2014 | Doce Casas                  | Rita                     | Semana 8: "Historia de Teté"             |
| 2015 | La casa                     | Mamá de Sofía            | Epi. 13: "Virus"                         |
| 2015 | Variaciones Walsh           | María Elena              | Epi. 12: "La máquina del bien y del mal" |
| 2015 | El mal menor                | Hilda                    | Epi. 6: "Trini"                          |
| 2016 | El marginal                 | Élida                    | Recurrente                               |
| 2018 | Encerrados                  | Narradora                | 13 episodios                             |
| 2019 | Inconvivencia               | Mamá de Carolina         | Participación                            |

## Discografía
- 2001: Tangos - Junto a Ubaldo De Lío - MDR
- 2003: La Criollez - Junto a Edgardo Cardozo - Acqua Records
- 2006: El país de las brujas

## Cine
| Año  | Título                                    | Papel                    |
| ---- | ----------------------------------------- | ------------------------ |
| 1966 | Buenos Aires, verano 1912                 | Cristina                 |
| 1968 | Breve cielo                               | Cristina                 |
| 1975 | La raulito                                | Rosa                     |
| 1978 | Un idilio de estación                     | Carmen                   |
| 1979 | El poder de las tinieblas                 | Eva                      |
| 1980 | Mis días con Verónica                     | Elena                    |
| 1985 | Luna caliente                             | Cristina Bernárdez       |
| 1985 | Sentimientos: Mirta de Liniers a Estambul | Greta                    |
| 1986 | Pinocho                                   | María                    |
| 1986 | Te amo                                    | Madre de Valeria         |
| 1986 | Sinfín                                    | Luciana                  |
| 1992 | El viaje                                  | Voz de Dominique Sanda   |
| 1992 | Siempre es difícil volver a casa          | Susana                   |
| 1993 | Tango feroz: la leyenda de Tanguito       | Madre de Mariana         |
| 1994 | Fuego gris                                | Madre de la protagonista |
| 1996 | Historias de amor, de locura y de muerte  | Mercedes                 |
| 1996 | Eva Perón                                 | Juana Ibarburen          |
| 1998 | La nube                                   | Vecina                   |
| 2000 | Sólo gente                                | Madre de Matías          |
| 2000 | Ojos que no ven                           | La rubeo                 |
| 2000 | Invocación                                | Paula                    |
| 2000 | El astillero                              | Hilda                    |
| 2001 | El amor y el espanto                      | Dueña de la pensión      |
| 2001 | El despertar de L                         | Milagros                 |
| 2001 | Contraluz                                 | Sonia                    |
| 2001 | Animalada                                 | Natalie                  |
| 2002 | Anillo de humo                            | Fernanda                 |
| 2002 | Bajar es lo peor                          | Silvia                   |
| 2002 | Samy y yo                                 | Laura                    |
| 2002 | Almejas (mediometraje)                    | Mujer                    |
| 2003 | El día que me amen                        | Mabel                    |
| 2004 | El delantal de Lili                       | Patrona                  |
| 2004 | Cruz de sal                               | Ester                    |
| 2005 | Géminis                                   | Lucía                    |
| 2005 | La vida por Perón                         | Beba                     |
| 2005 | Palermo hollywood                         | Beba                     |
| 2007 | Arizona sur                               | Marcela                  |
| 2007 | La señal (película para TV)               | Enfermera                |
| 2007 | ¿De quién es el portaligas?               | Rosa                     |
| 2007 | Urgente                                   | Beatris                  |
| 2009 | Rodney                                    | Carmen                   |
| 2012 | Infancia clandestina                      | Abuela                   |
| 2014 | Mika, Mi guerra de España                 | Sandra                   |
| 2019 | Las hijas del fuego                       | Abuela de Mónica         |
| 2019 | Los dos papas                             | Lisabeta                 |
| 2021 | Sector VIP                                | Abuela de Natalia        |
| 2021 | Distancia de rescate                      | Curandera                |
| 2022 | Ariel                                     | Silvia Vega              |
| 2023 | Puan                                      | Rectora                  |

## Premios y nominaciones
Ha recibido numerosas nominaciones y galardones: Premio Martín Fierro, Premio Molière, Premio Talía, Premio ACE, Premio Florencio Sánchez y Premio Cóndor de Plata, por sus actuaciones en cine, teatro y televisión. En 2013 fue nombrada Personalidad Destacada de la Cultura. 
| Año  | Premio                                               | Categoría                                      | Trabajo                                          | Resultado  |
| ---- | ---------------------------------------------------- | ---------------------------------------------- | ------------------------------------------------ | ---------- |
| 1995 | Premio ACE                                           | Mejor actriz off                               | Eva Perón en la Hoguera                          | Ganadora   |
| 1996 | Premio Pepino el 88                                  | Mejor actriz                                   | Otros Paraísos                                   | Ganadora   |
| 1996 | Premio Florencio Sánchez                             | Mejor actriz                                   | Otros Paraísos                                   | Ganadora   |
| 1996 | Premio Leónidas Barletta                             | Mejor actriz del año                           | Otros Paraísos                                   | Ganadora   |
| 1996 | Premio María Guerrero                                | Mejor actriz del año                           | Otros Paraísos                                   | Nominada   |
| 1996 | Premio Municipal Trinidad Guevara                    | Mejor actriz                                   | Otros Paraísos                                   | Nominada   |
| 1997 | Premio UBA, Teatro XXI                               | Mejor obra dramática                           | Formas de hablar de las madres de los mineros... | Ganadora   |
| 1998 | Premio ACE                                           | Mejor dirección espectáculo off                | La Pecadora, habanera para piano                 | Nominada   |
| 1998 | Premio Trinidad Guevara                              | Mejor obra                                     | La Pecadora, habanera para piano                 | Ganadora   |
| 1998 | Premio Teatro del Mundo                              | Mejor dirección                                | La Pecadora, habanera para piano                 | Nominada   |
| 2000 | Premio Gardel                                        | Mejor intérprete de tangos                     | Tangos (disco)                                   | Nominada   |
| 2000 | Premio Teatro XXI                                    | Mención especial                               | La Morocha                                       | Mención    |
| 2000 | Premio Martín Fierro                                 | Actriz de reparto                              | Vulnerables                                      | Nominada   |
| 2001 | Premio Cóndor de Plata                               | Actriz de reparto                              | Invocación                                       | Nominada   |
| 2002 | Premio Podestá                                       | Trayectoria honorable                          | Cristina Banegas                                 | Ganadora   |
| 2004 | Premio Florencio Sánchez                             | Mejor actriz                                   | La Señora Macbeth                                | Ganadora   |
| 2005 | Premio María Guerrero                                | Mejor actriz                                   | La Señora Macbeth                                | Ganadora   |
| 2005 | Premio Martín Fierro                                 | Actriz Protagonista de Unitario y/o Miniserie  | Mujeres asesinas                                 | Nominada   |
| 2005 | Premio Clarín                                        | Actriz de Drama                                | Mujeres asesinas                                 | Ganadora   |
| 2006 | Premio Martín Fierro                                 | Actriz Protagonista de Unitario y/o Miniserie  | Mujeres asesinas                                 | Ganadora   |
| 2006 | Premio Cóndor de Plata                               | Actriz de reparto                              | Géminis                                          | Nominada   |
| 2007 | Premio Martín Fierro                                 | Actriz Protagonista de Unitario y/o Miniserie  | Mujeres asesinas 200 años                        | Ganadora   |
| 2007 | Premio Clarín                                        | Actriz de Drama                                | 200 años                                         | Nominada   |
| 2009 | Premio Martín Fierro                                 | Actriz de reparto en Drama                     | Tratame bien                                     | Ganadora   |
| 2009 | Premio ACE                                           | Actriz protagónica                             | Medea                                            | Ganadora   |
| 2009 | Premio Clarín                                        | Actriz protagónica de teatro                   | Medea                                            | Ganadora   |
| 2009 | Premio Teatros del mundo                             | Actriz protagónica                             | Medea                                            | Nominada   |
| 2009 | Premio Teatros XXI                                   | Actriz protagónica                             | Medea                                            | Nominada   |
| 2009 | Premio María Guerrero                                | Actriz protagónica                             | Medea                                            | Nominada   |
| 2009 | Premio Florencio Sánchez                             | Actriz protagónica                             | Medea                                            | Nominada   |
| 2010 | Premio Trinidad Guevara                              | Actriz protagónica                             | Medea                                            | Ganadora   |
| 2011 | Premio Teatros del Mundo                             | Mejor directora                                | La Familia Argentina                             | Ganadora   |
| 2011 | Premio Konex                                         | Diploma al mérito - actriz de teatro           | Período 2001-2010                                | Ganadora   |
| 2012 | Premio del Espectador                                | Reconocimiento                                 | Molly Bloom                                      | Ganadora   |
| 2012 | Premio Sur                                           | Mejor actriz de reparto                        | Infancia Clandestina                             | Ganadora   |
| 2012 | Premio María Guerrero                                | Mejor actriz                                   | Molly Bloom                                      | Ganadora   |
| 2012 | Premio María Guerrero                                | Mejor directora                                |                                                  | Ganadora   |
| 2012 | Premio Atrevidas (Mujeres Cronistas del Espectáculo) |                                                |                                                  | Ganadora   |
| 2012 | Premio Teatros del Mundo                             | Mejor actriz                                   | Molly Bloom                                      | Nominada   |
| 2012 | Premio Teatros del Mundo                             | Mejor traducción y adaptación                  | Molly Bloom                                      | Nominada   |
| 2012 | Premio Fundación Agenda de Mujeres                   |                                                |                                                  | Ganadora   |
| 2012 | Premio ACE                                           | Actuación en obra de un solo personaje         | Molly Bloom                                      | Nominada   |
| 2012 | Reconocimiento Haroldo Conti                         | Por su aporte al teatro independiente nacional |                                                  | Ganadora   |
| 2012 | Premio Democracia                                    |                                                |                                                  | Ganadora   |
| 2012 | Premio Florencio Sánchez                             | Mejor unipersonal                              | Molly Bloom                                      | Nominada   |
| 2012 | Premio Emmy Internacional                            | Mejor Actriz                                   | Televisión por la inclusión                      | Ganadora   |
| 2013 | Premio Cóndor de Plata                               | Actriz de reparto                              | Infancia clandestina                             | Ganadora   |
| 2013 | Personalidad Destacada de la Cultura                 |                                                |                                                  | Ganadora   |
| 2013 | Premio Estrella de Mar                               | Mejor unipersonal                              | Molly Bloom                                      | Ganadora   |
| 2015 | Premio ACE                                           | Mejor Actriz Obra de un solo personaje         | Los Caminos de Federico                          | Ganadora   |
| 2016 | Premio Luisa Vehil                                   | Trayectoria                                    |                                                  | Ganadora   |
| 2016 | Premio Luisa Vehil                                   | Mención especial                               | 30 años de El Excéntrico de la 18                | Ganadora   |
| 2016 | Premio Teatros del Mundo                             | Mejor dirección                                | La Señorita Julia                                | Nominación |
| 2016 | Premio Teatros del Mundo                             | Mención especial                               | 30 años de El Excéntrico de la 18                | Ganadora   |
| 2016 | Premio ACE                                           | Mención especial                               | 30 años de El Excéntrico de la 18                | Ganadora   |
| 2016 | Premio Floreal, a las Artes y las Ciencias Sociales  |                                                |                                                  | Ganadora   |